# Solidarność, Solidarność...
Solidarność, Solidarność... – film nowelowy z 2005 roku powstały z okazji 25 rocznicy powstania „Solidarności”. Składa się z 13 etiud 10-minutowych. Są tu różne formy: minifabuła, teledysk, dokument, animacja, wywiad.

## Nowele

### Sushi
Występują:
- Katarzyna Herman – Majka
- Marek Kondrat – Marek
- Robert Więckiewicz – Andrzej
- Masakazu Miyanaga – dostawca sushi

Treść:

Nowela Juliusza Machulskiego. Producent filmowy Marek otrzymuje propozycję zrealizowania krótkiego filmu o „Solidarności”. Do pomocy angażuje przyjaciół, specjalistów działających głównie w reklamie. Wspólnie zastanawiają się, co im dała „Solidarność”.

### Torba
Występują:
- Krzysztof Kiersznowski – starszy żul
- Rafał Guźniczak – młodszy żul
- Lesław Żurek – student, właściciel torby

Treść:

Nowela Andrzeja Jakimowskiego. Dwaj menele kradną torbę młodemu chłopakowi. Tam zamiast cennych rzeczy znajdują ulotki. Mimo ich braku, student zostaje zatrzymany przez tajniaków. Wówczas jeden ze złodziei rozrzuca ulotki z okna pociągu.

### Tablice
Występują:
- Bartek Turzyński – Maciej Grzywaczewski
- Daniel Zawadzki – Arkadiusz Rybicki

Treść:

Nowela Jerzego Domaradzkiego utrzymana w konwencji fabularyzowanego dokumentu. Głównymi bohaterami jest dwóch studentów, którzy stworzyli tablice z 21 postulatami Solidarności. Kiedy wybuchł stan wojenny, tablice zostały skradzione przez SB z Muzeum Morskiego. Nie wiedzieli jednak, że zabrali kopie.

### Wielki wóz
Występują:
- Maciej Zakościelny – Jan
- Cezary Łukaszewicz – Rudy
- Eryk Lubos – Staszek
- Wojciech Solarz – Włodek

Treść:

Nowela Jana Jakuba Kolskiego. Alpy, lato 1980 roku. Trzej młodzi grotołazi Janek, Rudy i Staszek podczas eksplorowania jaskini zostają uwięzieni pod ziemią. Oczekując na pomoc, dowiadują się o podpisaniu porozumień sierpniowych. Staje się to przyczyną dyskusji o sytuacji politycznej i ich planach oraz marzeniach. Jeden z nich, Janek, to Jan Jakub Kolski.

### Długopis
Występują:
- Waldemar Czyszak – Janusz
- Elżbieta Okupska – żona Janusza
- Mirosław Neinert – Jurek

Treść:

Nowela Piotra Trzaskalskiego. Janusz próbuje zarobić na dużych długopisach z wizerunkiem papieża, ale nikt nie chce ich kupić. Wydaje się, że to koniec, ale kiedy Lech Wałęsa podpisuje takim długopisem porozumienia sierpniowe, następuje przełom.

### Benzyna
Występują:
- Marcin Dorociński – Filip
- Maciej Stuhr – Tomek
- Agata Kulesza – żona Filipa

Treść:

Nowela Filipa Bajona. Sierpień 1980 r. Pociągiem jadącym na Wybrzeże podróżuje dwóch pasażerów: Tomek i Filip. Filip jedzie z kanistrem benzyny i czyta Małą Apokalipsę Tadeusza Konwickiego. Tomek przekonany, że Filip chce podpalić się żywcem, próbuje go przekonać, by wyrzucił kanister, co mu się udaje. Na dworcu czeka żona Filipa z samochodem bez paliwa.

### Czołgi
Występują:
- Krzysztof Zanussi
- Grzegorz Pacek
- Piotr Rękawik – sierżant

Treść:

Nowela Krzysztofa Zanussiego. Reżyser opowiada o kulisach zdjęć do filmu Z dalekiego kraju realizowanych w Krakowie zimą 1981 r., gdy obawiano się wkroczenia wojsk radzieckich do Polski.

### Krajobraz
Treść:

Nowela Roberta Glińskiego ukazującą wycieczkę po Stoczni Gdańskiej.

### Co się stało z naszą Solidarnością
Występują:
- Grzegorz Markowski
- Marcin Bąk
- Marcin Guzik

Treść:

Nowela Ryszarda Bugajskiego utrzymana w konwencji teledysku. Grzegorz Markowski wraz z wokalistami grupy WU-HAE opowiadają o najnowszej historii Polski.

### I wie pan co?
Występują:
- Janusz Gajos – prezes banku
- Krzysztof Stroiński – Roman
- Anna Romantowska – żona Romana
- Anna Przybylska – sekretarka prezesa

Treść:

Nowela Jacka Bromskiego. Roman, były opozycjonista udaje się do banku, żeby otrzymać kredyt. Prezes, były prokurator, skazał w przeszłości wielu opozycjonistów, w tym Romana. Teraz też ma zdecydować o jego przyszłości.

### Krótka historia jednej tablicy
Występuje:
- Jacek Kałucki – licytator

Treść:

Nowela animowana w reżyserii Feliksa Falka. Główną „bohaterką” filmu jest czarno-biała tablica z napisem „Solidarność”. Po upadku komunizmu odchodzi w zapomnienie. Zostaje wystawiona na sprzedaż i po kupieniu ląduje w rekwizytorni.

### Człowiek z nadziei
Występują:
- Andrzej Wajda
- Krystyna Janda
- Jerzy Radziwiłowicz − w roli samego siebie
- Lech Wałęsa

Treść:

Nowela jest zapisem spotkania Lecha Wałęsy, Andrzeja Wajdy i odtwórców głównych ról w Człowieku z żelaza Krystyny Jandy i Jerzego Radziwiłowicza w kinie Neptun. W 1980 r., gratulując Wajdzie dzieła o sierpniowym zrywie, Wałęsa zachęcał go jednocześnie do nakręcenia kolejnego – „Człowieka z nadziei”.

### Ojciec
Twórcy:

Występują:
- Maja Ostaszewska – Maja
- Kazimierz Borowiec – ojciec

Treść:
Nowela Małgorzaty Szumowskiej. 30-letnia kobieta Maja opowiada, jak „Solidarność” zmieniła życie jej rodziny, a zwłaszcza ojca, który był jej członkiem. Po upadku systemu nie zajął żadnego stanowiska, ale ona może żyć w wolnym kraju.